# Liste des palais en Algérie
Cet article recense les principaux palais existants ou ayant existé en Algérie. Cette liste est non exhaustive. 

## Alger
| Nom du palais                             | Image | Siècle                                                   | Commune             | Observation |
| ----------------------------------------- | ----- | -------------------------------------------------------- | ------------------- | --- |
| Dar El Soltane                            |       | XVIe siècle                                              | Casbah d’Alger      | En cours de restauration |
| Dar Aziza                                 |       | XVIe siècle                                              | Casbah d’Alger      | Siège de l’Office national de Gestion et d’Exploitation des Biens Culturels protégés                                                                      |
| Dar El Menzah                             |       | XVIe siècle                                              | Casbah d'Alger      | En restauration, pour devenir une "Maison de l’artiste", un espace réunissant les artistes et intellectuels algériens de toutes disciplines               |
| Dar Hassan Pacha                          |       | XVIIIe siècle                                            | Casbah d’Alger      | |
| Dar El Sadaqa                             |       | XVIIe siècle                                             | Casbah d’Alger      | Le palais abrite le siège de la fondation Émir Abdelkader.                                                                                                |
| Dar El Souf                               |       | XVIIIe siècle                                            | Casbah d’Alger      | Abrite le Centre national de restauration du patrimoine culturel (CNRPC), ainsi que son école nationale de formation aux techniques de conservation.      |
| Palais du Peuple                          |       | XVIIIe siècle                                            | Sidi M'Hamed        | Un lieu de réception et de festivités officielles |
| Palais d'El Mouradia                      |       |                                                          | El Mouradia         | Résidence officielle du président de l'Algérie |
| Palais consulaire d'Alger                 |       | XIXe siècle                                              | Casbah d’Alger      | Siège de la chambre algérienne de commerce et d'industrie                                                                                                 |
| Palais des Raïs                           |       | XVIe siècle et XVIIIe siècle                             | Casbah d'Alger      | Centre des Arts et de la Culture |
| Palais Mustapha Pacha                     |       | XVIIIe siècle                                            | Casbah d'Alger      | Abrite le Musée national de l'enluminure, de la miniature et de la calligraphie d'Alger                                                                   |
| Palais de la Jénina                       |       | XVIe siècle                                              | Casbah d'Alger      | Démoli par les français en 1857. Actuellement Place des Martyrs                                                                                           |
| Dar Khedaoudj el Amia                     |       | XVIe siècle                                              | Casbah d'Alger      | Abrite le Musée national des Arts et Traditions populaires d'Alger                                                                                        |
| Palais de la culture Moufdi Zakaria       |       | XXe siècle                                               | Kouba               | Palais d'expositions et de conférences |
| Villa Abd-el-Tif                          |       | XVIIIe siècle                                            | Belouizdad          | Abrite l'Agence algérienne pour le rayonnement culturel                                                                                                   |
| Villa du Bardo                            |       | XVIIIe siècle                                            | Sidi M'Hamed        | Abrite le Musée national du Bardo et également le siège du Centre national de recherches préhistoriques, anthropologiques et historiques (CNRPAH)         |
| Dar Ahmed Pacha                           |       | XVIe siècle                                              | Casbah d'Alger      | Abrite la Direction du théâtre national algérien |
| Palais du Dey (Voir la Citadelle d'Alger) |       | XVIe siècle                                              | Casbah d'Alger      | En cours de restauration |
| Dar El Hamra                              |       | XIXe siècle                                              | Casbah d'Alger      | Abrite le Centre national de recherche en archéologie |
| Dar El Kadi                               |       | XVIe siècle                                              | Casbah d'Alger      | En restauration |
| Djenane El Mufti                          |       | XVIIe siècle                                             | Sidi M'hamed        | Résidence présidentielle |
| Djenane Lakhdar                           |       | XIXe siècle                                              | El Madania          | En restauration |
| Villa du Dey                              |       | XIXe siècle                                              | Hussein Dey         | En restauration. |
| Villa Boulkine                            |       | XIXe siècle                                              | Hussein Dey         | Abrite provisoirement Le Grand musée d’Afrique. |
| Villa des Arcades                         |       | XVIe siècle                                              | El Madania          | |
| Djenane mahieddine                        |       | XVIIIe siècle                                            | Sidi M'hamed        | En restauration |
| Bordj Erriah                              |       | XVIIe siècle                                             | Bouzareah           | Connu sous appellation Villa Polignac |
| Djenane El Dey                            |       | XVIIIe siècle                                            | Bologhine           | En restauration |
| Château des Deux Moulins                  |       | XIXe siècle                                              | Raïs Hamidou        | Résidence des hôtes de la wilaya d'Alger |
| Château Béraud                            |       | XIXe siècle                                              | El Achour, (Draria) | Abrite L'école des jeunes aveugles |
| Villa Sésini                              |       | XIXe siècle                                              | El Madania          | |
| Château des Tourelles (Bologhine)         |       | XIXe siècle                                              | Bologhine           | Résidence des hôtes de la wilaya d'Alger |
| Villa Brossette                           |       | XVIIIe siècle                                            | El Mouradia         | Occupée auparavant par l’Agence nationale de gestion des réalisations des grands projets de Culture (ARPC). Récupérée par la Présidence de la République. |
| Villa Joly                                |       | XIXe siècle                                              | Alger-Centre        | Aujourd'hui, elle abrite le siège de la Banque d'Algérie                                                                                                  |
| Villa des Oliviers                        |       | Époque Régence d'Alger, entre XVIe siècle et XIXe siècle | El-Biar             | Résidence officielle de l'ambassadeur de France en Algérie, également appelée « résidence de France ».                                                    |
| Villa Montfeld                            |       | XIXe siècle                                              | El-Biar             | Résidence officielle de l'ambassadeur des États-Unis en Algérie.                                                                                          |

## Autres villes
| Nom du palais                        | Image | Siècle            | Ville       | Observation |
| ------------------------------------ | ----- | ----------------- | ----------- | --- |
| Palais du Bey                        |       | XVIIIe siècle     | Oran        | Fermé |
| Palais El Mechouar                   |       | XIIIe siècle      | Tlemcen     | Monument public |
| Palais Ahmed Bey                     |       | XIXe siècle       | Constantine | Monument public |
| Palais de Kourdane                   |       | XIXe siècle       | Aïn Madhi   | Fermé |
| Dar EL Emir Abdelkader (Médéa)       |       | XVIe siècle       | Médéa       | Avant de devenir la maison de l'Émir Abdelkader, elle était la résidence du Bey de Médéa (Bey du Titteri). Abrite le Musée des Arts et Traditions populaires de Médéa                                                                            |
| Dar EL Emir Abdelkader (Miliana).    |       | XVIe siècle       | Miliana     | Avant de devenir la maison de l'Émir Abdelkader, elle était la résidence du premier gouverneur ottoman de Miliana. Abrite le Musée de Miliana |
| Château de la Comtesse.              |       | XIXe siècle       | Béjaïa      | |
| Dar Meriem                           |       | XXe siècle        | Skikda      | Appelé aussi Palais Bengana. Il sert aujourd'hui de villa d'hôtes et lieu de réceptions officielles. |
| Château Chancel.                     |       | XXe siècle        | Annaba      | Appelé également Château de l’Ouenza. Devenu un hôtel |
| Palais de la Culture Abdelkrim Dali. |       | XXIe siècle       | Tlemcen     | Le palais est un joyeux d'art architectural du XXIe siècle des pays arabo-musulmans. Il se situe dans la localité Imama à proximité des sites et monuments historiques de Mansourah.                                                             |
| Château Ben Kritly                   |       | XXe siècle        | Mostaganem  | Le palais abritait l'école régionale des beaux-arts de Mostaganem. |
| Palais Boukandoura                   |       | XVIIIe siècle     | Blida       | Il aurait appartenu à sa construction à un mufti hanafite du nom de Boukandoura. Le palais est devenu célèbre parce qu’il a servi de résidence à l’empereur Napoléon III et sa épouse Eugénie de Montijo lors de leur séjour en Algérie en 1865. |
| Palais de la Culture d'Oran          |       | début XIXe siècle | Oran        | Le palais est une ancienne Maison du colon, de style Art déco. |